# 斯皮格爾敦 (紐約州)
斯皮格爾敦（英語：Speigletown）是位於美國紐約州倫塞勒縣的非建制地區。

## 地理
斯皮格爾敦所處的海拔為高於海平面126米（即413英呎），而該地所採用的時區為UTC-5，即北美东部时区（EST）。同時該地設有夏令時間，為UTC-5調快一小時，即UTC-4（EDT）。